# Massimo Giannelli
Massimo Giannelli (Carrara, 10 marzo 1970) è un ex calciatore italiano, di ruolo centrocampista.

## Carriera
Inizia la carriera giocando 2 partite in Serie A nel campionato 1988-1989 con la maglia del Bologna e altre due partite in massima serie nell'edizione successiva.
Per la stagione 1990-1991 gioca in Serie C1 alla Pro Sesto (13 presenze), mentre nell'annata successiva - con la maglia dell'Ospitaletto - scende in campo in 29 occasioni segnando una rete in Serie C2.
Nella stagione 1992-1993 passa al Brescia in Serie A , mentre nel 1993-1994 colleziona 12 presenze ed una rete ancora con l'Ospitaletto e in Serie C2.
Frenato da diversi infortuni, la sua carriera continuerà con la maglia del Grosseto.
Adesso esercita la professione di bancario.